# Victoria Mboko
Victoria Vanessa Mboko (født 26. august 2006 i Charlotte, North Carolina, USA) er en professionel tennisspiller fra Canada.